# Joseph Dautremer
Joseph Dautremer (Woimbey, 9 juin 1860 - Fougères, 4 août 1946) est un diplomate et voyageur français.

## Biographie
Diplômé de chinois et de japonais de l’École des langues orientales vivantes en 1878, il commence cette année-là sa carrière de diplomate comme interprète à Bangkok.
Affecté à la légation de France à Tokyo en 1880, il en devient secrétaire-interprète en 1882. Devenu consul de France en Chine en 1899, il sert à Hangzhou et Simao puis à Longzhou (1902) et Rangoon (1904-1911).
Collègue et ami de Paul Claudel, il remonte à la fin du XIXe siècle le Yang-Tse de Shanghai aux confins du Tibet. Il visite ainsi Zhejiang, Wuhan, Yueyang, Nankin, Hankou, Yichang où il embarque sur une jonque pour atteindre Tchoung-King.
De ce périple il laisse une étude documentée sur l'économie de la Chine centrale, Le Yang-Tse qui sera largement utilisé en 1928 par Jules Sion pour son ouvrage L'Asie des moussons.
Juste avant la Première Guerre mondiale, Dautremer, professeur de japonais à l’École des langues orientales (1911-1932), est chargé de missions économiques et politiques en Mandchourie, en Corée et à Formose.

## Œuvres
- Nikko, passé et présent : guide historique, 1894
- La Chine pour tous. Histoire, population, administration, traités avec la France, 1905
- Poésies et anecdotes japonaises de l'époque des Taira et des Minamoto: suivies de l'histoire de ces deux familles (782-1185 après J.-C.), 1909
- Le Yang-Tse : la grande artère de la Chine, 1911
- Une colonie modèle, la Birmanie sous le régime britannique, 1912
- L'île de Formose, Bulletin de la Société de géographie commerciale, 1913, p. 164-171
- La mission de M. Dautremer en Extrême-Orient (Mandchourie), Bulletin de la Société de géographie commerciale, 1913, p. 606-612
- Le développement économique de la Corée, Bulletin de la Société de géographie commerciale, 1913, p. 697-704
- L'empire japonais et sa vie économique, 1910
- Le premier livre de japonais. Première partie, Langue parlée, grammaire, exercices, dialogues, 1916
- Chez nos alliés japonais, esquisse historique: passé, évolution, présent, 1918
- Dictionnaire japonais-français des caractères chinois, 1919